# Belfry
Belfry – jednostka osadnicza w Stanach Zjednoczonych, w stanie Montana, w hrabstwie Carbon.